# Walther Meienreis
Karl Hermann Walther Meienreis (ur. 4 listopada 1877 w Görlitz, zm. 2 grudnia 1943 w Berlinie) – szermierz (szpadzista i szablista) reprezentujący Cesarstwo Niemieckie, uczestnik letnich igrzysk olimpijskich w 1912 roku.